# 越南技商股份商业银行
越南技商股份商业银行（越南语：／），通称Techcombank（技商银行），又译越南科技及商業股份銀行、越南技术和商业股份银行，是越南民营上市商业银行，创立于1993年。
2019年，技商银行共设有300多家分行，服务500多万客户。截至2021年，该银行的总资产和净收入分别为5688.11亿越南盾（248.9亿美元）和180.38亿盾（7.89亿美元）。

## 历史
技商银行创立于1993年9月27日，创始团体是由苏联归越的知识分子和商人，最初的註冊資本為200億越南盾。其国内股东包括越南航空、马山集团。
2005年，汇丰购得技商银行10%股份。2008年，汇丰又追加7710万美元后续投资，增加持股至20%。2017年，汇丰将其技商银行持股全部出售。2018年，美国私募投资公司华平投资3.7亿美元。
2018年，技商银行在胡志明市证券交易所上市，首次公开募股筹得约9亿美元，是越南史上最大规模首次募股。大部分首次公开募股股份被保留给“基石投资者”，包括新加坡政府投资公司、美国富达投资、越南Dragon Capital。